# Гранвилье (кантон)
Гранвилье (фр. Grandvilliers) — кантон во Франции, находится в регионе О-де-Франс, департамент Уаза. Входит в состав округа Бове.

## История
До 2015 года в состав кантона входили коммуны: Аллуа, Бодедюи, Брио, Бромбо, Гранвилье, Грез, Дамерокур, Даржи, Лавакери, Лаверьер, Ле-Амель, Ле-Мениль-Контвиль, Отбо, Оффуа, Сампюи, Саркю, Сарнуа, Сен-Мор, Сен-Тибо, Сомрё, Тьёлуа-Сент-Антуан, Фекьер, Эланкур.
В результате реформы 2015 года   состав кантона был изменен. В его состав вошли упраздненные кантоны Марсей-ан-Бовези, Сонжон, Формери и частично Ле-Кудре-Сен-Жерме.
С 1 января 2019 года состав кантона изменился: коммуна Бутаван вошла в состав коммуны Формери.

## Состав кантона с 1 января 2019 года
В состав кантона входят коммуны (население по данным Национального института статистики за 2018 г.):
- Абанкур (635 чел.)
- Аллуа (451 чел.)
- Анвуаль (650 чел.)
- Аннаш (140 чел.)
- Аши (403 чел.)
- Базанкур (121 чел.)
- Блакур (574 чел.)
- Бларжи (527 чел.)
- Бликур (352 чел.)
- Бодедюи (192 чел.)
- Боньер (178 чел.)
- Брио (288 чел.)
- Брокьер (245 чел.)
- Бромбо (255 чел.)
- Буврес (156 чел.)
- Бюикур (146 чел.)
- Вамбе (165 чел.)
- Виллер-Вермон (121 чел.)
- Виллер-сюр-Боньер (162 чел.)
- Виллер-сюр-Оши (374 чел.)
- Вильамбре (252 чел.)
- Врокур (33 чел.)
- Глатиньи (226 чел.)
- Годешар (347 чел.)
- Гранвилье (2 880 чел.)
- Грез (267 чел.)
- Гремивиллер (466 чел.)
- Гуршель (115 чел.)
- Дамерокур (216 чел.)
- Даржи (250 чел.)
- Жерберуа (88 чел.)
- Кампо (487 чел.)
- Канни-сюр-Терен (227 чел.)
- Кенкампуа-Флёзи (398 чел.)
- Крийон (498 чел.)
- Кюижи-ан-Бре (956 чел.)
- Ла-Невиль-Во (199 чел.)
- Ла-Невиль-сюр-Удёй (321 чел.)
- Лавакери (201 чел.)
- Лаверрьер (36 чел.)
- Ланнуа-Кюйер (283 чел.)
- Лашапель-су-Жерберуа (148 чел.)
- Ле-Амель (187 чел.)
- Ле-Кудре-Сен-Жерме (883 чел.)
- Ле-Мениль-Контвиль (80 чел.)
- Лероль (192 чел.)
- Лию (416 чел.)
- Луёз (151 чел.)
- Марсей-ан-Бовези (1 476 чел.)
- Мартенкур (130 чел.)
- Мольян (1 151 чел.)
- Монсо-л'Аббеи (222 чел.)
- Морвиллер (483 чел.)
- Мюромон (156 чел.)
- Оданк-ан-Бре (493 чел.)
- Окур (139 чел.)
- Омекур (197 чел.)
- От-Эпин (274 чел.)
- Отбо (195 чел.)
- Оффуа (116 чел.)
- Пислё (503 чел.)
- Превиллер (237 чел.)
- Пюизё-ан-Бре (415 чел.)
- Ромескам (534 чел.)
- Ротуа (225 чел.)
- Руа-Буаси (313 чел.)
- Сампюи (499 чел.)
- Саркю (266 чел.)
- Сарнуа (348 чел.)
- Сен-Валери (62 чел.)
- Сен-Деникур (84 чел.)
- Сен-Жерме-де-Фли (1 713 чел.)
- Сен-Кантен-де-Пре (282 чел.)
- Сен-Мор (379 чел.)
- Сен-Пьер-эс-Шам (710 чел.)
- Сен-Самсон-ла-Потри (248 чел.)
- Сен-Тибо (292 чел.)
- Сенант (606 чел.)
- Сент-Арну (211 чел.)
- Сент-Омер-ан-Шосе (1 240 чел.)
- Сомрё (482 чел.)
- Сонжон (1 013 чел.)
- Сюлли (171 чел.)
- Тальмонтье (676 чел.)
- Терин (198 чел.)
- Тьёлуа-Сент-Антуан (414 чел.)
- Удёй (270 чел.)
- Фёкьер (1 377 чел.)
- Фонтен-Лаваган (509 чел.)
- Фонтене-Торси (131 чел.)
- Формери (2 120 чел.)
- Фуйуа (207 чел.)
- Экур (153 чел.)
- Эланкур (52 чел.)
- Эрикур-сюр-Терен (121 чел.)
- Эрнемон-Бутаван (212 чел.)
- Эскам (218 чел.)
- Эскль-Сен-Пьер (166 чел.)
- Эспобур (506 чел.)
- Этомениль (316 чел.)

## Политика
На президентских выборах 2022 г. жители кантона отдали в 1-м туре Марин Ле Пен 44,6 % голосов против 22,5 % у Эмманюэля Макрона и 11,2 % у Жана-Люка Меланшона; во 2-м туре в кантоне победила Ле Пен, получившая 63,6 % голосов. (2017 год. 1 тур: Марин Ле Пен – 40,6 %, Франсуа Фийон – 17,4 %, Эмманюэль Макрон – 15,8 %, Жан-Люк Меланшон – 12,7 %; 2 тур: Ле Пен – 59,5 %. 2012 год. 1 тур: Марин Ле Пен – 32,0 %, Николя Саркози – 27,5 %, Франсуа Олланд – 20,1 %; 2 тур: Саркози – 58,1 %).
С 2021 года кантон в Совете департамента Уаза представляют мэр коммуны Сен-Пьер-эс-Шам Мартин Борго (Martine Borgoo) и мэр коммуны Этомениль Паскаль Вербек (Pascal Verbeke) (оба – Разные правые).
|                | Кандидаты                     | Партия                   | Первый тур | Первый тур     | Второй тур | Второй тур |
| Кол-во голосов | Кандидаты                     | Партия                   | % голосов  | Кол-во голосов | % голосов  |            |
| -------------- | ----------------------------- | ------------------------ | ---------- | -------------- | ---------- | ---------- |
|                | Мартин Борго Паскаль Вербек   | Разные правые            | 5 296      | 48,43          | 6 919      | 66,17      |
|                | Жан-Жак Аду Флоранс Куппе     | Национальное объединение | 3 405      | 31,14          | 3 537      | 33,83      |
|                | Патрик Перимони Розлин Пинель | Радикальная левая партия | 2 235      | 20,44          |            |            |

|                | Кандидаты                 | Партия             | Первый тур | Первый тур     | Второй тур | Второй тур |
| Кол-во голосов | Кандидаты                 | Партия             | % голосов  | Кол-во голосов | % голосов  |            |
| -------------- | ------------------------- | ------------------ | ---------- | -------------- | ---------- | ---------- |
|                | Мартин Борго Жерар Декорд | Правый блок        | 5 683      | 34,08          | 8 399      | 52,32      |
|                | Жан-Жак Аду Колетт Эвен   | Национальный фронт | 6 837      | 41,00          | 7 653      | 47,68      |
|                | Мари Дюбю Розелин Пинель  | Левый блок         | 3 192      | 19,14          |            |            |
|                | Амели Мазюрель Жан Тюйе   | Разные левые       | 965        | 5,79           |            |            |

|  | Кандидат      | Партия                    | % голосов |
|  | ------------- | ------------------------- | --------- |
|  | Жоэль Патен   | Радикальная партия левых  | 46,40     |
|  | Жан-Пьер Ё    | Союз за народное движение | 38,53     |
|  | Мишель Киньон | Национальный фронт        | 15,08     |